# Chamesson
Chamesson är en kommun i departementet Côte-d'Or i regionen Bourgogne-Franche-Comté i östra Frankrike. Kommunen ligger i kantonen Châtillon-sur-Seine som tillhör arrondissementet Montbard. År 2022 hade Chamesson 241 invånare.

## Befolkningsutveckling
Antalet invånare i kommunen Chamesson
Referens:INSEE

## Galleri

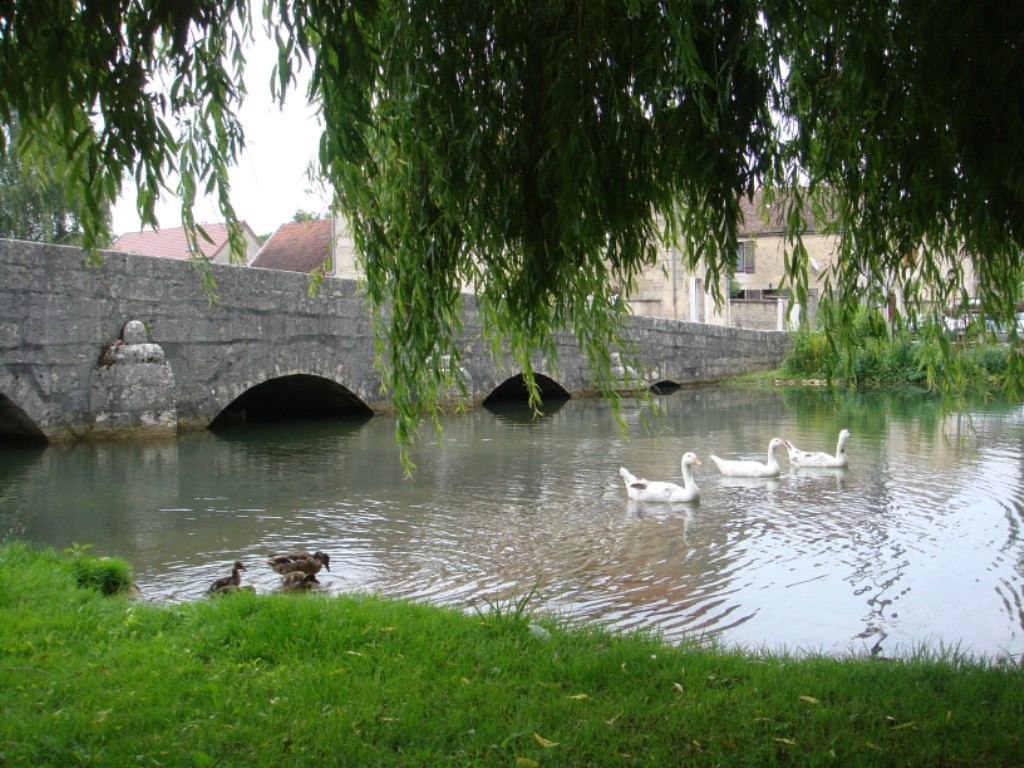
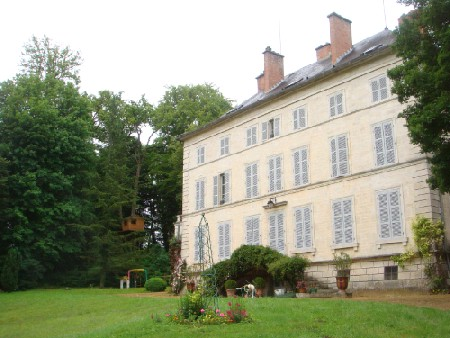
Slottet
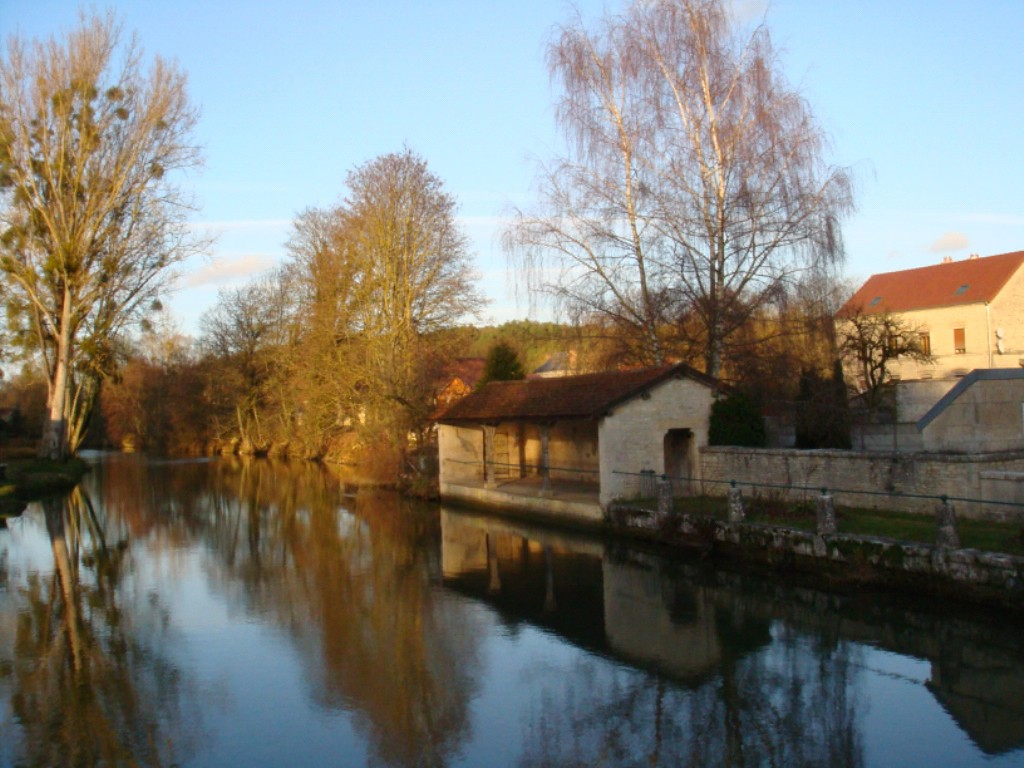
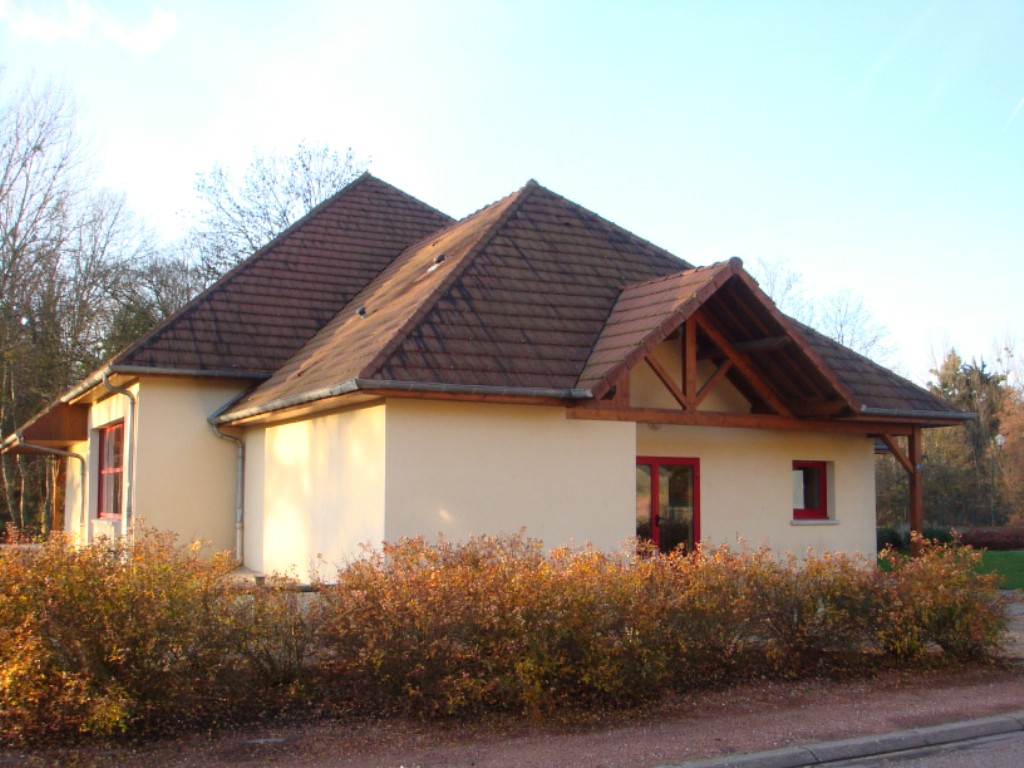
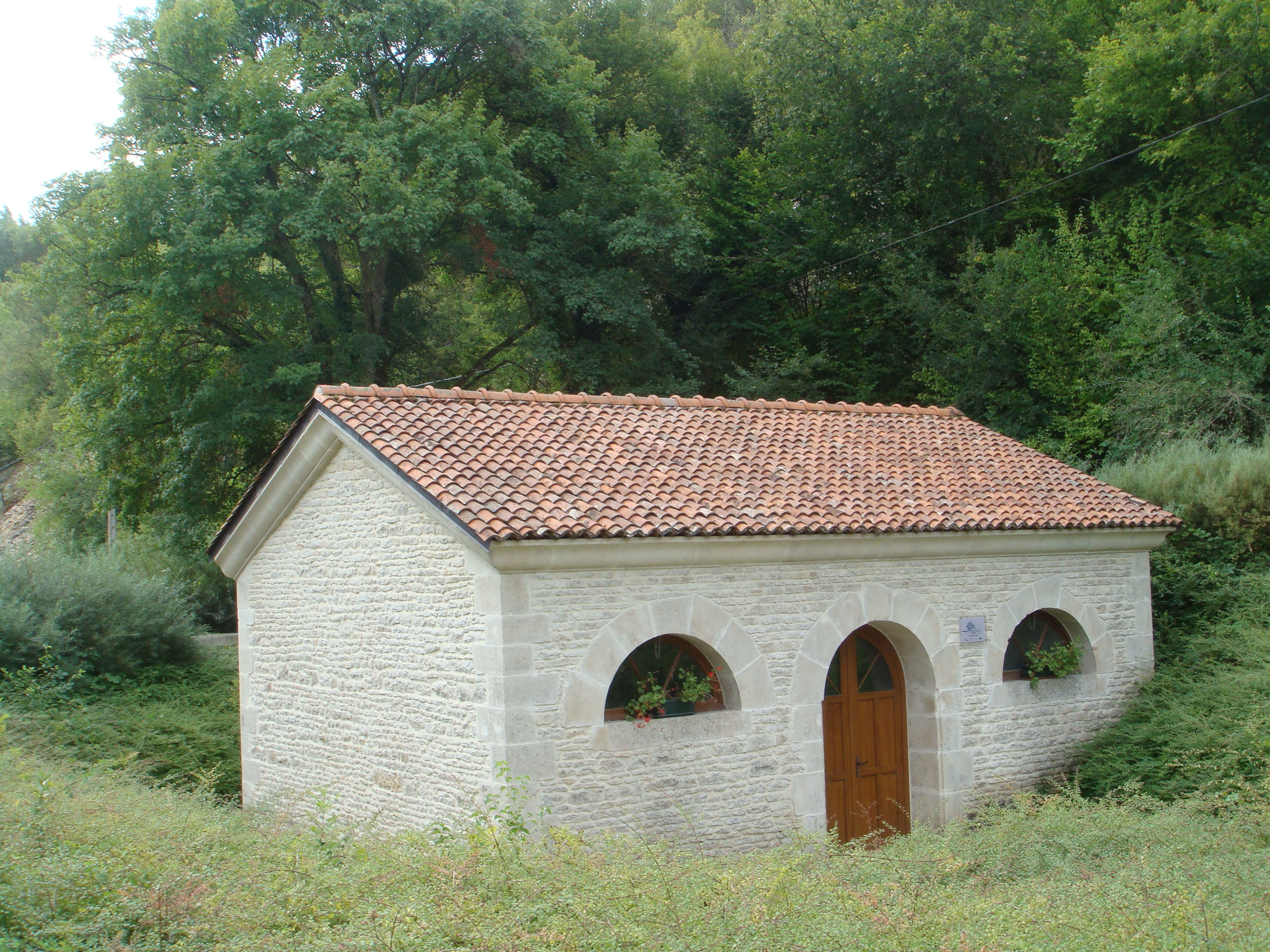
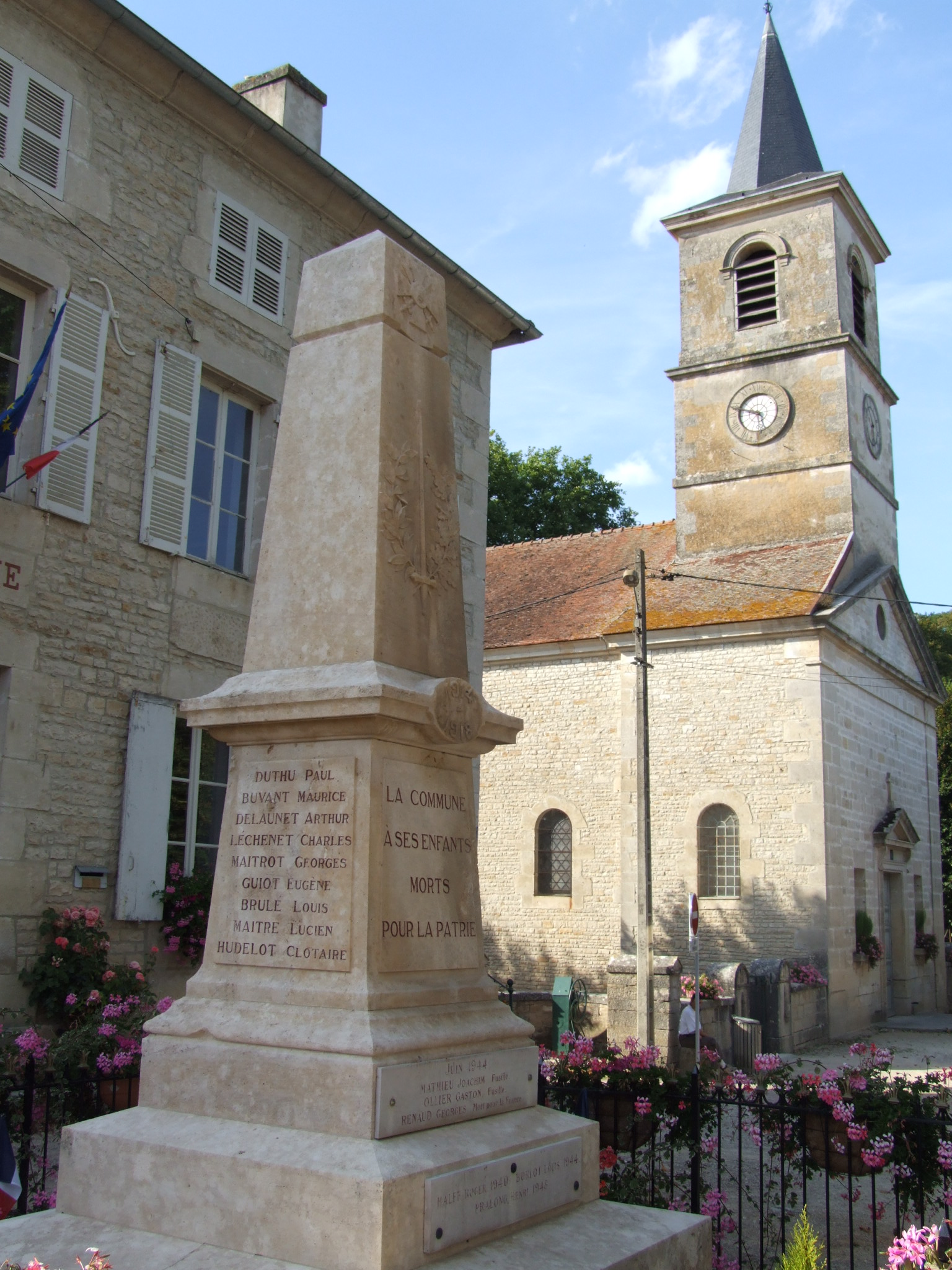